# Kinnarumma distrikt
Kinnarumma distrikt är ett distrikt i Borås kommun och Västra Götalands län. 
Distriktet ligger söder om Borås. 

## Tidigare administrativ tillhörighet
Distriktet inrättades 2016 och utgörs av socknen Kinnarumma i Borås kommun
Området motsvarar den omfattning Kinnarumma församling hade vid årsskiftet 1999/2000.